# Chris Van Allsburg
Chris Van Allsburg (East Grand Rapids, Míchigan, 18 de junio de 1949) es un ilustrador y escritor estadounidense de libros infantiles. Ha ganado dos Medallas Caldecott por crear imágenes para libros ilustrados de Estados Unidos, por Jumanji (1981) y El Expreso Polar (1985), los cuales también escribió, y fueron adaptadas más tarde en películas de éxito. Recibió la Medalla de Honor Caldecott en 1980 por El jardín de Abdul Gasazi. Por su contribución como ilustrador infantil, fue nominado en 1986 en los Estados Unidos para el premio bienal internacional Hans Christian Andersen, el máximo reconocimiento internacional para los creadores de libros infantiles. Recibió el título honorífico de Doctor en Humanidades por la Universidad de Míchigan en abril de 2012.

## Vida y carrera
Van Allsburg nació el 18 de junio de 1949 en el seno de una familia neerlandesa en East Grand Rapids, Míchigan, segundo hijo de Doris Christianen y Richard Van Allsburg. Tiene una hermana llamada Karen, nacida en 1947. Su familia vivía en una antigua casa de campo, pero cuando él tenía tres años se mudaron a una casa en Grand Rapids cerca de una escuela primaria a la que Chris podía caminar para ir a clase. Su familia se mudó nuevamente a East Grand Rapids, donde asistió al instituto.
Van Allsburg asistió a la Facultad de Arquitectura y Diseño de la Universidad de Míchigan, que en ese momento incluía una escuela de arte. Se especializó en escultura, aprendiendo fundición de bronce, tallado en madera, moldeado en resina y otras técnicas.
Se graduó por la Universidad de Míchigan en 1972 y continuó su educación en la Escuela de Diseño de Rhode Island (RISD), graduándose con una maestría en escultura en 1975. Después de graduarse, Van Allsburg montó un estudio de escultura.[cita requerida]
Van Allsburg luchó durante un tiempo con su estudio de escultura. En casa, comenzó una serie de bocetos que su esposa pensó que serían adecuados para libros infantiles. Mostró su trabajo a un editor que contrató su primer libro, El jardín de Abdul Gasazi, en 1979.
Hasta 2022, Van Allsburg ha escrito y/o ilustrado más de 20 libros. Su arte también ha aparecido en las portadas de una edición de la serie de C. S.  Lewis Las Crónicas de Narnia, publicada por HarperCollins en 1994, así como en tres libros infantiles escritos por Mark Helprin.

## Vida personal
Van Allsburg vive en Beverly, Massachusetts, con Lisa Van Allsburg, su esposa desde 1974. Tienen dos hijas, Sofía y Anna. Van Allsburg se convirtió al judaísmo, la fe de su cónyuge.

## Obras

### Libros infantiles ilustrados
- El jardín de Abdul Gasazi (The Garden of Abdul Gasazi) (1979)
- Serie Jumanji:
  1. Jumanji (1981), medalla Caldecott
  2. Zathura (2002)
- Ben's Dream (1982)
- El naufragio del Zefiro (The Wreck of the Zephyr) (1983)
- Los misterios del señor Burdick, o Las crónicas de Harris Burdick (The Mysteries of Harris Burdick, o The Chronicles of Harris Burdick: Fourteen Amazing Authors Tell the Tales) (1984), con Lois Lowry, Kate DiCamillo, M. T. Anderson, Louis Sachar, Stephen King, Tabitha King, Jon Scieszka, Sherman Alexie, Gregory Maguire, Cory Doctorow, Jules Feiffer, Linda Sue Park y Walter Dean Myers
- El Expreso Polar (The Polar Express) (1985), medalla Caldecott
- The Stranger (1986)
- The Z Was Zapped (1987)
- Two Bad Ants (1988)
- Solo un sueño (Just a Dream) (1990)
- The Wretched Stone (1991)
- La escoba de la viuda (The Widow's Broom) (1992)
- El higo más dulce (The Sweetest Fig) (1993)
- Mal día en Río Seco (Bad Day at Riverbend) (1995)
- Probuditi! (2006)
- Queen of the Falls (2011)
- The Misadventures of Sweetie Pie (2014)

### Como ilustrador
- The Lion, the Witch and the Wardrobe, textos de C. S. Lewis, 1978
- El príncipe Caspian, textos de C. S. Lewis, 1979
- The Voyage of the Dawn Treader, textos de C. S. Lewis, 1980
- La silla de plata, textos de C. S. Lewis, 1981
- The Horse and His Boy, textos de C. S. Lewis, 1982
- El sobrino del mago, textos de C. S. Lewis, 1983
- La última batalla, textos de C. S. Lewis, 1984
- The Enchanted World: Ghosts, textos del Editors of Time Life Books, 1984
- The Mother Goose Collection, textos de Charles Perrault, 1985
- The Enchanted World: Dwarfs, textos de Tim Appenzeller, 1985
- James and the Giant Peach, textos de Roald Dahl, 1988
- Swan Lake, textos de Mark Helprin, 1989 (El lago de los cisnes)
- From Sea to Shining Sea: A Treasury of American Folklore and Folk Songs, textos de Amy L. Cohn, 1993
- A City in Winter, textos de Mark Helprin, 1996
- The Veil of Snows, textos de Mark Helprin, 1997
- The Emperor's New Clothes: An All-Star Illustrated Retelling of the Classic Fairy Tale, textos de Hans Christian Andersen y el Starbright Foundation, 1998
- Oz: The Hundredth Anniversary Celebration, textos de L. Frank Baum y Peter Glassman, 2000
- A Kingdom Far and Clear: The Complete Swan Lake Trilogy, textos de Mark Helprin, 2010

## Adaptaciones
- Jumanji (1995), película dirigida por Joe Johnston, basada en el libro infantil Jumanji
- Jumanji (1996-1999), serie animada, basada en el libro infantil Jumanji
- The Polar Express (2004), película dirigida por Robert Zemeckis, basada en el libro infantil El Expreso Polar
- Zathura: A Space Adventure (2005), película dirigida por Jon Favreau, basada en el libro infantil Zathura
- Jumanji: Welcome to the Jungle (2017), película dirigida por Jake Kasdan, basada en el libro infantil Jumanji
- Jumanji: The Next Level (2019), película dirigida por Jake Kasdan, basada en el libro infantil Jumanji